# Romberg-Test

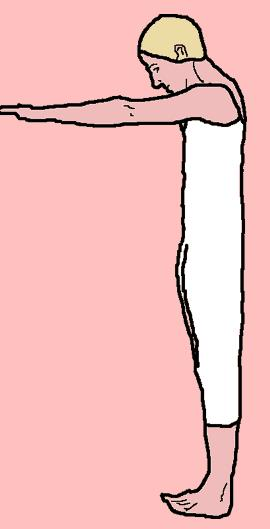
Romberg-Test Position

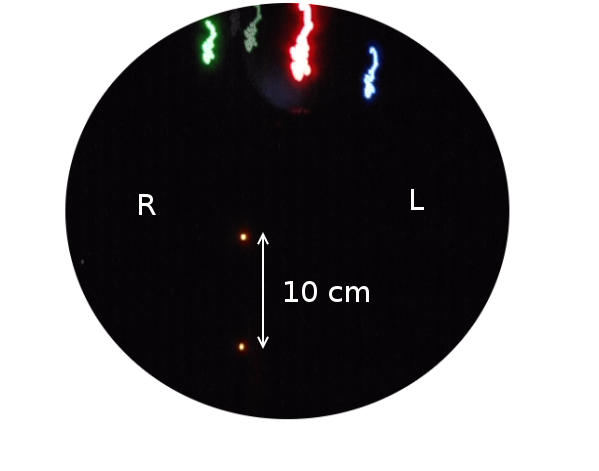
Cranio-Corpo-Graphie: Videodokumentation des Romberg-Tests mit anschließender Bildüberlagerung

Der Romberg-Versuch (auch Romberg-Test oder Romberg-Stehversuch) ist ein orientierendes neurologisches Testverfahren zur Untersuchung von Störungen des Gleichgewichtssinnes auf zerebellärer, spinaler oder vestibulärer Ebene. Namensgeber war der deutsche Arzt Moritz Heinrich Romberg (1795–1873).
Die Prüfung basiert auf der Annahme, dass eine Person mindestens zwei der drei folgenden Sinne benötigt, um im Stehen das Gleichgewicht zu halten: Propriozeption (die Fähigkeit, die eigene Körperposition im Raum zu erkennen), vestibuläre Funktion (die Fähigkeit, die eigene Kopfposition im Raum zu kennen) und Sehfähigkeit (die verwendet werden kann, um Änderungen in der Körperposition zu überwachen und anzupassen).

## Durchführung
Bei dem Test wird die Person aufgefordert, mit zusammenstehenden Füßen aufrecht zu stehen und dann auf einen zweiten Befehl hin die Augen zu schließen. Häufig wird der Test kombiniert mit dem Vorhalteversuch, bei welchem die beiden Arme nach vorne ausgestreckt werden. Zusätzlich können vom Untersucher noch leichte Schübe in alle Richtungen gegeben werden, um zu überprüfen, inwieweit der Patient diese ausgleichen kann.
Der Test ist positiv („positives Romberg-Zeichen“), wenn eine Schwank- oder Fallneigung bei geschlossenen Augen auftritt oder wenn sich eine bereits bei offenen Augen vorhandene Schwank- oder Fallneigung verstärkt. Dies ist bei sogenannter sensibler Ataxie, also Beeinträchtigung der Hinterstrangbahnen der Fall, beispielsweise bei einer spinalen Erkrankung wie der funikulären Myelose (Vitamin-B12-Mangel). Positiv kann der Test auch nach Alkoholkonsum ausfallen. Bei einer Kleinhirn-Beteiligung, also einer zerebellären Ataxie, wird eine eventuell bestehende Fallneigung durch Augenschluss nicht verstärkt, der Romberg-Versuch ist also negativ. Eine einseitige Fallneigung in eine Richtung deutet auf eine Störung der Tiefensensibilität oder auf eine Störung des gleichseitigen Gleichgewichtsorgans hin.